# Fannia turkmenorum
Fannia turkmenorum är en tvåvingeart som beskrevs av Stackelberg 1937. Fannia turkmenorum ingår i släktet Fannia och familjen takdansflugor. Inga underarter finns listade i Catalogue of Life.